# Halveweg

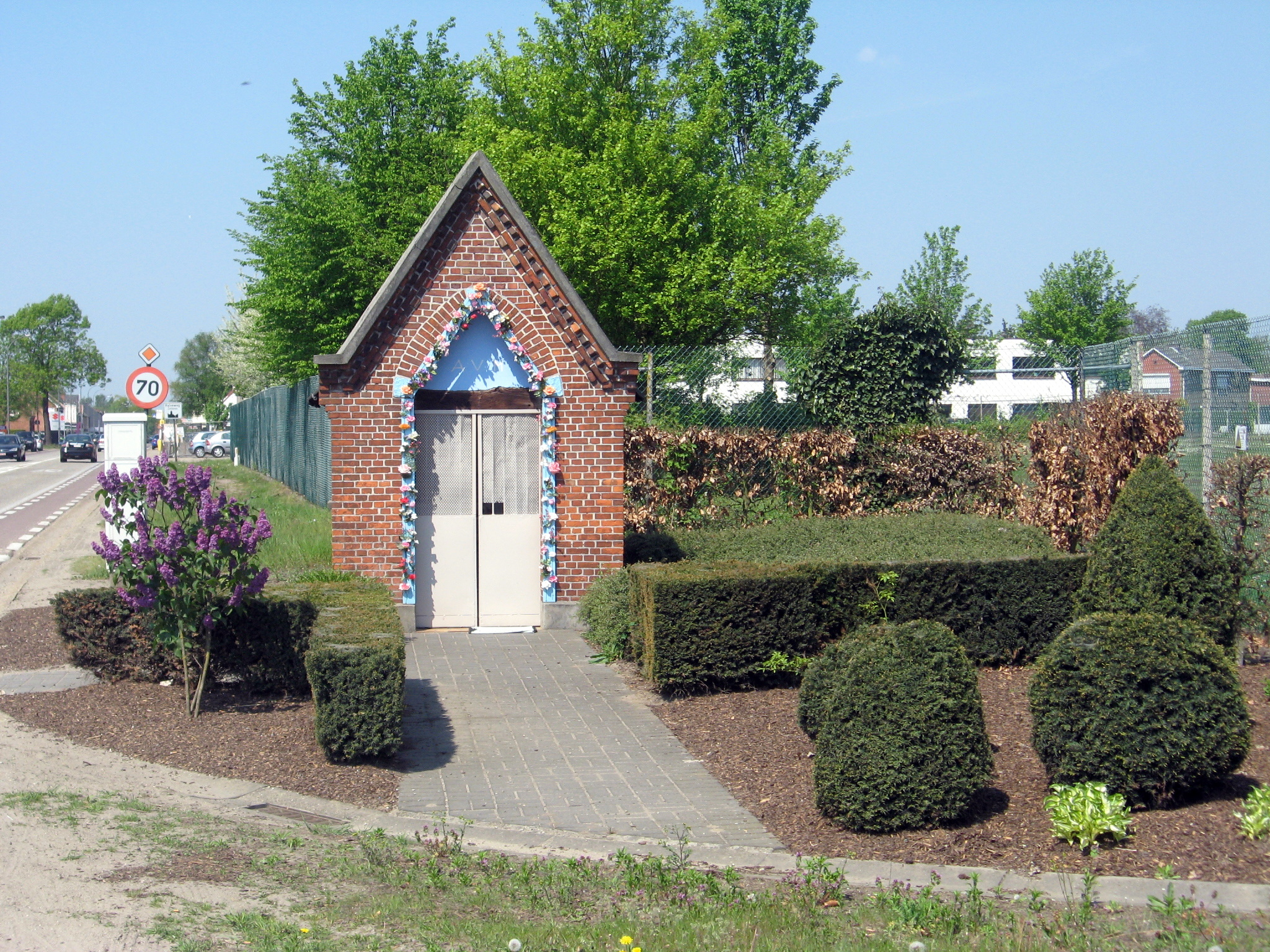
De Onze-Lieve-Vrouwkapel te Halveweg.

Halveweg is een gehucht in de Belgische gemeente Zonhoven, vernoemd naar de hoofdstraat (N72) met dezelfde naam. 
De Platwijers vormen de natuurlijke grens met Terdonk.
Dit gehucht heeft enkele natuurgebieden namelijk: Wijvenheide en natuurgebied Ter Donk. 
Het centrum is gelegen langs de N72.    
Het gehucht beschikt over 2 viskwekerijen. 
Het gehucht beschikt ook over een sportterrein met sporthal en een kerkhof. 

## Geografie

### Rivieren en beken
In het noorden stroomt de Laambeek op de grens met Zolder. 
In het zuiden stroomt de Roosterbeek die in Hasselt de Zonderikbeek wordt genoemd.

## Onderwijs
De basisschool De St@rtbaan bestaat al sinds de Tweede Wereldoorlog en was de thuisbasis van enkele zusters, behorende tot de Zusters van Liefde van Onze Lieve Vrouw, Moeder van Barmhartigheid, die in 2009 verhuisden naar Leuven.

## Sport en ontspanning
De voetbalclub KFC Halveweg Zonhoven speelt zijn thuiswedstrijden in het gehucht. De internationale voetballer Luc Nillis begon er zijn carrière bij de jeugd. Ook een tennisclub is op hetzelfde terrein gevestigd.

## Religie
De oude Sint-Jozefskerk, werd gebouwd in 1937-1938. Op 11 september 1938 werd de oude kerk tot parochiekerk gewijd en voor een praalboog bij de ingang schreef een parochiaan het volgende chronogram: 'Magno Deo ConeCrata eCCLesIa, wat Latijn is voor 'aan de grote God werd deze kerk gewijd'. Het bijzondere aan het chronogram is dat de Romeinse cijfers zonder de gewone letters het jaartal MDCCCCLI (1951) opleverde, het jaartal waarin het chronogram geschreven werd.
De kerk brandde op 10 juli 1968 af en werd vervangen door een nieuwe kerk die achter de oude kerk werd gebouwd. De nieuwe kerk, een ontwerp van de Hasseltse architect P. Stevens, werd in 1971 ingewijd.
De Onze-Lieve-Vrouwkapel is een kleine kapel naast de N72 en een elektriciteitscentrale.

## Verkeer en vervoer
Er is een spoorlijn op de grens met Zonhoven die Hasselt met de industriegebieden van Houthalen, Heusden en Lummen verbindt. Na een positieve haalbaarheidsstudie in 2009, uitgevoerd door de NMBS waaruit bleek dat er voldoende reizigerspotentieel is om een nieuwe stopplaats te openen aan de Halveweg, zo'n 500 meter noordwaarts van het voormalige station, Station Zonhoven. Op 9 december 2012 werd de nieuwe spoorweghalte in gebruik genomen. Vanaf die dag stopt er na 55 jaar weer een trein in Zonhoven.
Gehuchten: Halveweg · Terdonk · Termolen

Belgische gemeenten · Arrondissement Hasselt · Limburg · Vlaanderen